# Phyllostylon brasiliensis
Phyllostylon brasiliensis là một loài thực vật có hoa trong họ Ulmaceae. Loài này được Capan. ex Benth. & Hook. f. miêu tả khoa học đầu tiên năm 1880.